# 里庄駅
里庄駅（さとしょうえき）は、岡山県浅口郡里庄町大字新庄にある、西日本旅客鉄道（JR西日本）山陽本線の駅である。駅番号はJR-W10。

## 歴史
- 1917年（大正6年）7月13日：鉄道院山陽本線鴨方駅 - 笠岡駅間に里庄信号場として新設[1]。
- 1920年（大正9年）11月15日：里庄駅に昇格[1]。旅客・貨物取扱開始[1]。
- 1971年（昭和46年）8月15日：貨物の取り扱いを廃止[1]。
- 1985年（昭和60年）2月1日：荷物扱い廃止[1]。
- 1987年（昭和62年）4月1日：国鉄分割民営化に伴い、西日本旅客鉄道（JR西日本）の駅となる[1]。
- 2007年（平成19年）9月1日：ICカード「ICOCA」が利用が可能となる。
- 2016年（平成28年）：CTC化に伴い、改札口とホームに新設されたLED式発車標使用開始[2]。
- 2019年（平成31年・令和元年）
  - 3月16日：朝に1本のみ停車していた快速「サンライナー」が普通列車に変更され[3]、「サンライナー」の停車駅から外れる。
  - 5月31日：この日限りでみどりの窓口営業終了[4][5]。
  - 6月1日：この日より終日無人駅化[5]。
- 2020年（令和2年）9月：駅ナンバリング導入、使用開始[6][7]。

## 駅構造
単式ホーム1面1線と島式ホーム1面2線、計2面3線を有する地上駅。北にホームの無い上り副本線（4番線）がある。下りが1番線、上りは3番線を使用している。駅舎は単式1番のりば側にあり、島式2・3番のりばへは跨線橋で連絡している。
無人駅。ICOCA利用可能駅（相互利用可能ICカードはICOCAの項を参照）。

### のりば

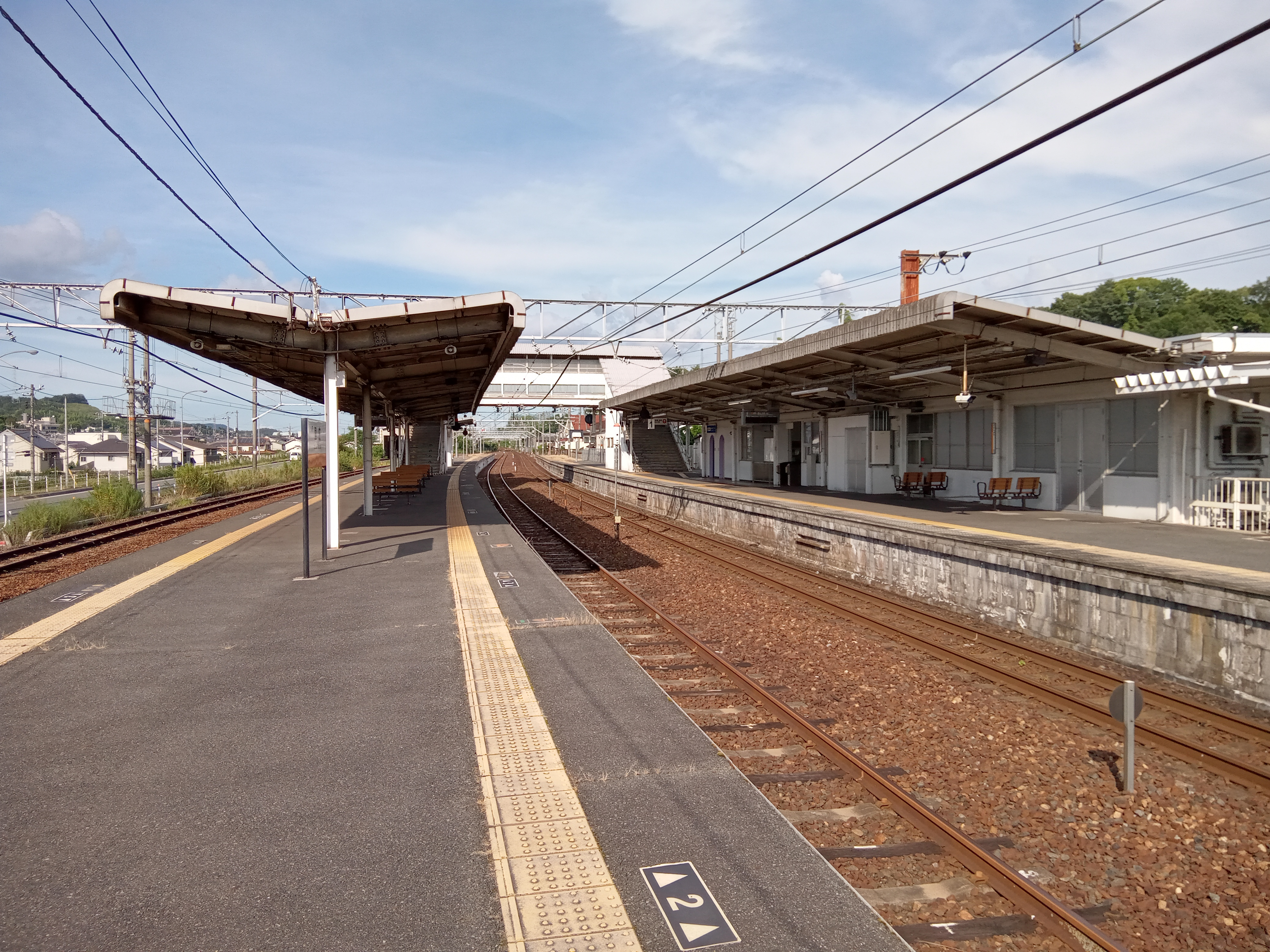
里庄駅プラットホーム

| のりば | 路線     | 方向 | 行先                 | 備考                     |
| ------ | -------- | ---- | -------------------- | ------------------------ |
| 1      | 山陽本線 | 下り | 福山・尾道・広島方面 | 広島方面は糸崎で乗り換え |
| 2・3   | 山陽本線 | 上り | 倉敷・岡山方面       |                          |

## 利用状況
近年の1日平均乗車人員の推移は以下の通り
| 乗車人員推移 | 乗車人員推移 |
| 年度         | 1日平均人数  |
| ------------ | ------------ |
| 1999         | 1,793        |
| 2000         | 1,756        |
| 2001         | 1,705        |
| 2002         | 1,630        |
| 2003         | 1,574        |
| 2004         | 1,555        |
| 2005         | 1,484        |
| 2006         | 1,464        |
| 2007         | 1,417        |
| 2008         | 1,360        |
| 2009         | 1,293        |
| 2010         | 1,311        |
| 2011         | 1,338        |
| 2012         | 1,323        |
| 2013         | 1,338        |
| 2014         | 1,277        |
| 2015         | 1,269        |
| 2016         | 1,298        |
| 2017         | 1,332        |
| 2018         | 1,316        |
| 2019         | 1,307        |
| 2020         | 1,035        |
| 2021         | 991          |

## 駅周辺

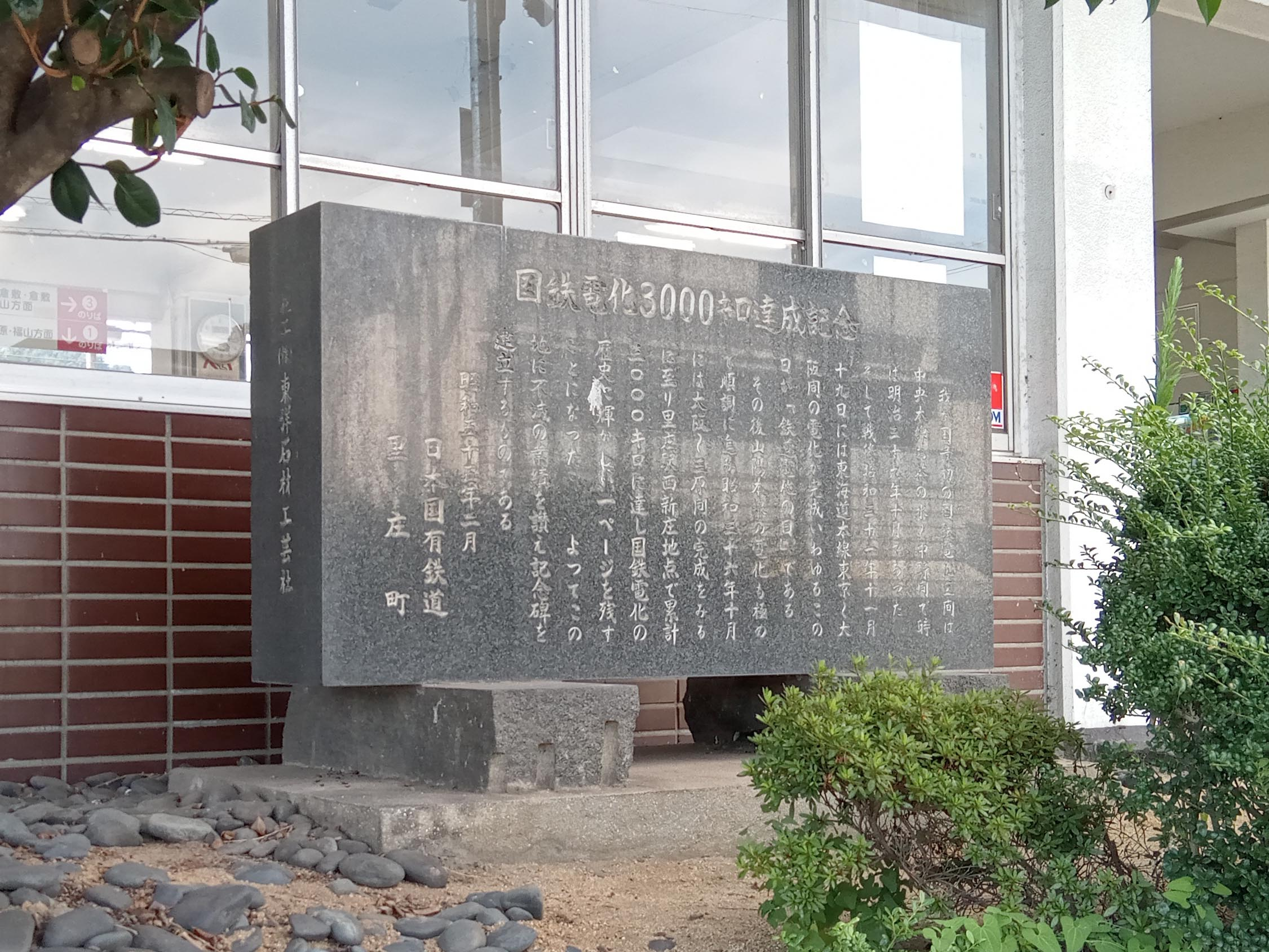
国鉄電化3000キロ記念碑

国鉄の電化工事は、1961年10月、山陽本線の当駅西側地点で累計3,000キロに達した。当駅前にはそれを記念した石碑が建てられている（石碑の建立自体は1980年）。
- 里庄町歴史民俗資料館
- 里庄町役場
- 里庄郵便局
- 中国銀行 里庄支店
- 笠岡信用組合 里庄支店
- 国道2号

### バス路線
駅舎正面左側（※駅前駐車場前）に「里庄駅」停留所があり、里庄町路線バス（寄島〜里庄線）が発着する。
※平日のみ運行。但し、年末年始（12月29日 - 翌年1月3日）は全便運休。

## 隣の駅
西日本旅客鉄道（JR西日本）
 山陽本線
鴨方駅 (JR-W09) - 里庄駅 (JR-W10) - 笠岡駅 (JR-W11)